# Baluster
Balustrade (fr.) er et rækværk ved trapper, terrasser eller altaner, bestående af en håndliste, der hviler på småsøjler (baluster, flertal balustre) mellem stærke hjørnepiller. Balustrene, som oprindeligt kun var miniaturesøjler, har efterhånden fået mange slags former: runde eller firkantede, drejede eller stærkt profilerede, retlinjede eller svungne. I middelalderen var brystværnet ofte lavet af udskåret træ eller af rigt formet og gennembrudt jern eller bronze.
Balustrade anvendes tillige i bygningskunsten som en gennembrudt attika til afslutning på en hovedgesims.
| Arkitektur | Spire Denne arkitekturartikel er en spire som bør udbygges. Du er velkommen til at hjælpe Wikipedia ved at udvide den. |